# Let's Go to the Hop
"Let's Go to the Hop" (em português, "Vamos ao Topo") é um episódio da segunda temporada da série animada da FOX Uma Família da Pesada. É o vigésimo primeiro a ser exibido de todo o seriado. Conta com as participações de Gregg Allman como ele mesmo e Fairuza Balk como Connie D'Amico.

## Enredo
Durante uma grande tempestade que ocorreu em Rhode Island, um avião de cartel colombiano é atingido por um relâmpago em pleno voo e quebra. Ao aproximar-se dos destroços, é possível observar qual era a carga: sapos psicoativos, que vão parar nas mãos dos estudantes e começa a virar um fanatismo como droga entre colégios e escolas secundárias. Lois e Peter ficam interessados quando o problema começa a repercutir. Após acharem um sapo no bolso de Chris, começam a suspeitar do garoto, mas então descobrem que Meg estava com o animal de um dos alunos populares do colégio, na esperança de que se cuidasse da droga, teria um parceiro para ir ao baile de inverno. Peter relembra do nervosismo que teve quando foi perguntar pela primeira vez se sua paquera, Phoebe Diamond, gostaria de ir ao baile com ele. Mais tarde, Lois e o marido decidem que precisam fazer algo para proteger as crianças da droga. Então, ele conversa com o diretor de Meg e chega na escola no dia seguinte como "Lando Griffin", um estudante secreto, que não possuia nenhum tipo de relação com a menina.
Logo, Peter (como Lando) consegue convencer as crianças da James Woods High que não é legal lamber os tais sapos. Meg, observando uma oportunidade, diz para os populares que Lando convidou-a para ir no baile de inverno, o que aumenta a sua popularidade. No entanto, Peter está aproveitando sua experiência como colegial até demais. Na verdade, Meg aparece na escola no dia da grande dança e percebe que "Lando" está, realmente, indo ao baile com Connie D'Amico, a garota mais popular da escola.
Lois não consegue acreditar no comportamento absurdo de seu esposo, até que Brian explica que Peter transferiu seus sentimentos em relação a antiga paquera, Phoebe, para Connie. Mesmo que a mulher tenha probido que o homem fosse ao baile, ele contraria-a e vai dançar. Lois convence a filha a dançar sozinha. Quando Peter (como Lando) e Connie estão para ser coroados como rei e rainha da festa, Peter usa essa oportunidade para dizer a todos que Meg realmente era a primeira pessoa que ele havia convidado. Isso dá a garota toda a atenção que ela procurava. "Lando" dirige imprudentemente após tudo o que aconteceu e, no dia seguinte, as notícias afirmam que "Lando" morreu quando passou pela Curva do Homem Morto. O corpo não foi encontrado e a polícia optou por não fazer mais perguntas e continuar com a vida. Meg se torna popular na escola e seu anuário é dedicado a Lando. A música Don't You (Forget About Me) toca ao mesmo tempo em que o episódio é encerrado.

## Produção

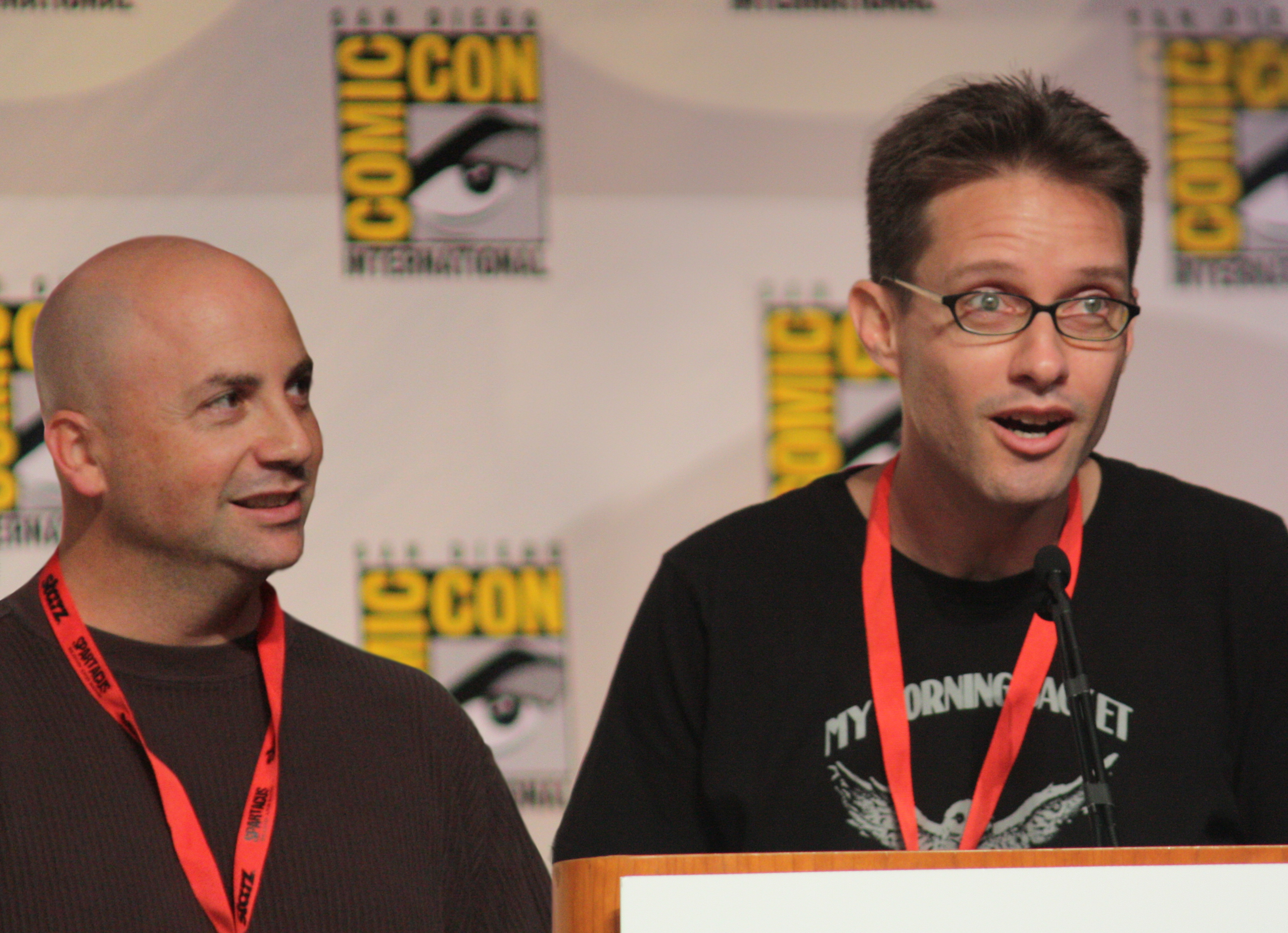
Mike Barker e Matt Weitzman escreveram o episódio.

O episódio foi escrito por Mike Barker e Matt Weitzman, que colaboram na série frequentemente, e dirigido por Glen Hill antes da conclusão da produção da segunta temporada.

## Recepção
Em sua avaliação de 2009, Ahsan Haque da IGN classificou o episódio em 9/10, afirmando que enquanto não é "algo impossível de parar de rir", mostra "uma sequência musical memorável, boa história e algumas piadas hilárias".